# Revista do Rádio
A Revista do Rádio foi uma publicação semanal brasileira do Rio de Janeiro, que circulou entre 1948 e 1970. Nos seus últimos anos era chamada de Revista do Rádio e TV, por causa da inauguração da televisão no Brasil.
Editada por Anselmo Domingos, retratou o período da Era do Rádio brasileira. 

## Características
A primeira edição teve quarenta páginas, custou três cruzeiros e trouxe na capa Carmem Miranda.
A publicação possuía cerca de 50 páginas; inicialmente mensal, já em 1950 tornou-se semanal, sendo a primeira do país a retratar exclusivamente as notícias do universo artístico que girava em torno da radiodifusão.
Ao todo, foram publicadas mais de mil edições da revista.
Numa pesquisa feita em 1956 pelo IBOPE, no Rio de Janeiro, a Revista do Rádio foi a segunda mais lida, ficando atrás somente de O Cruzeiro.

## Conteúdo
Revista de "fofocas", tinha seu carro-chefe na seção denominada Mexericos da Candinha - onde uma personagem criada pela redação da revista colocava notas sobre a vida pessoal de artistas, muitos deles acreditando que se tratava de uma pessoal real. Além disto, possuía seções em artistas eram entrevistados, acompanhamento das radionovelas, etc.
A partir de 1955, Anselmo Domingos passou a assinar seus editoriais, que retratavam também notícias que ligavam ao mundo do rádio e suas celebridades.